# Élection gouvernorale de 2024 dans le kraï de Khabarovsk
L'élection gouvernorale anticipée de 2024 dans le kraï de Khabarovsk a lieu le 8 septembre 2024, lors du jour de vote unique, afin d'élire le gouverneur du kraï de Khabarovsk, dirigeant de ce sujet d'Extrême-Orient russe, pour un mandat de cinq ans. Elle est provoquée par la démission de Mikhaïl Degtiariov (LDPR), et le gouverneur par intérim Dmitri Demechine est éligible. Les élections coïncident avec les législatives régionales dans le kraï.

## Contexte
Mikhaïl Degtiariov, alors membre de la Douma d'État et président de la commission du sport de la Douma, a été nommé gouverneur par intérim du kraï de Khabarovsk en juillet 2020, en remplacement de son compatriote Sergueï Fourgal, membre du Parti libéral-démocrate, arrêté plus tôt en juillet parce qu'il était soupçonné d'avoir organisé deux meurtres et une tentative de meurtre. Degtiariov a fait face à l'opposition des partisans de Fourgal pour sa dénonciation du mouvement de protestation, le licenciement de responsables du gouvernement du kraï et la nomination d'originaires de Moscou et de Samara dans son administration, ce qui a abouti à la présence d'alliés éminents de Fourgal tels que les deux sénateurs du Conseil de la Fédération du kraï Ielena Grechniakova et Sergueï Bezdenejnykh, le président de la Douma de la ville de Khabarovsk Mikhaïl Sidorov et Anton Fourgal, le fils aîné de l'ancien gouverneur, ont quitté le Parti libéral-démocrate en signe de protestation. Néanmoins, Degtiariov a facilement remporté l'élection gouvernorale de 2021 au premier tour avec 56,81 % des voix, tandis que la présentatrice de télévision et actrice Marina Kim (SRZP) s'est classée deuxième avec 25,39 %.
Début mai 2024, le gouverneur Degtiariov a été mentionné comme futur ministre potentiel des Sports aux côtés de l'actuel vice-ministre Odes Baïssoultanov. Le 11 mai 2024, le Premier ministre reconduit Mikhaïl Michoustine a nommé le gouverneur Mikhaïl Degtiariov pour siéger dans son deuxième cabinet en tant que ministre des Sports, en remplacement d'Oleg Matytsine. Le Comité de la Douma d'État sur la culture physique et le sport a soutenu à l'unanimité la nomination de Degtiariov le 12 mai tandis que la chambre plénière a voté par 350 voix contre 79 pour approuver Degtiariov comme nouveau ministre des Sports deux jours plus tard. Degtiariov est devenu le seul non-membre du parti Russie Unie, à l'exclusion des Indépendants, à servir dans le cabinet de Mishustin et le premier depuis 2004, ainsi que le premier ministre fédéral du Parti libéral-démocrate depuis Sergueï Kalachnikov, qui a occupé le poste de ministre du Travail et du Développement social en 1998-2000.
Après sa nomination, le gouverneur Degtiariov a quitté Khabarovsk le 12 mai 2024, laissant le premier vice-gouverneur Aleksandre Nikitine comme gouverneur par intérim jusqu'à ce que le remplaçant temporaire soit nommé par le président. Nikitine était considéré comme un candidat potentiel pour la nomination, tandis que parmi les autres candidats mentionnés figuraient les sénateurs Andreï Bazilevski du kraï de Khabarovsk et Konstantine Bassiouk de l'oblast de Kherson, le chef de Rosreestr Oleg Skoufinski, l'envoyé présidentiel adjoint auprès du district fédéral d'Extrême-Orient Denis Andreïev et le procureur général adjoint de Russie Dmitri Demechine. Le 15 mai, le président Vladimir Poutine a nommé Dmitry Demechine gouverneur par intérim du kraï de Khabarovsk. Pour la presse locale, c'est le moyen pour Russie unie de reprendre la région en propulsant quelqu'un de Moscou, alors que le LDPR est en perte de vitesse.

## Système électoral

### Droit de présenter des candidats
Dans le kraï de Khabarovsk, les candidats sont désignés uniquement par des partis politiques ayant le droit de participer aux élections conformément aux lois fédérales. Cependant, les candidats ne doivent pas nécessairement être membres d’un parti. La candidature sans étiquette n'est pas possible. Un citoyen de la fédération de Russie ayant atteint l'âge de 30 ans peut être élu gouverneur du kraï de Khabarovsk.

### Filtre municipal
Un candidat postulant au poste de gouverneur du kraï de Khabarovsk doit recueillir en sa faveur au moins 8 % des signatures des députés et chefs de municipalités. Il y avait 2 379 personnes députés et chefs de municipalités dans la région en juillet 2021. Ainsi, il a fallu recueillir au moins 191 signatures et pas plus de 200. Parallèlement, au moins 28 d'entre elles doivent être au niveau des raïons (il y en a 17 dans la région) et des okrougs urbains (il y en a deux d'entre eux : Khabarovsk et Komsomolsk-sur-l'Amour). De plus, les signatures doivent être soumises par au moins des personnes de 15 raïons et okrougs urbains.

## Candidats

### Candidats potentiels
- Dmitry Demechine (Russie unie), gouverneur par intérim du kraï de Khabarovsk (2024-présent), ancien procureur général adjoint de Russie (2019-2024)[13]
- Mikhaïl Sidorov (SRZP), membre de la Douma de la ville de Khabarovsk (2019-présent), ancien président de la Douma de la ville (2019-2021) [13]
- Irina Zikounova (LDPR), présidente de la Douma législative du kraï de Khabarovsk (2019-présent)[13]

### Candidats ayant déclinés
- Anton Fourgal, entrepreneur, fils de l'ancien gouverneur Sergueï Fourgal[15]

## Résultats
| Candidats                | Candidats | Partis                                      | Votes | %   |
| ------------------------ | --------- | ------------------------------------------- | ----- | --- |
|                          |           | Russie unie                                 |       |     |
|                          |           | Parti communiste de la fédération de Russie |       |     |
|                          |           | Parti libéral-démocrate                     |       |     |
|                          |           | Russie juste                                |       |     |
|                          |           |                                             |       |     |
| Votes valides            |           |                                             |       |     |
| Votes blancs et nuls     |           |                                             |       |     |
| Total                    | Total     | Total                                       |       | 100 |
| Abstention               |           |                                             |       |     |
| Inscrits / participation |           |                                             |       |     |